# دورورو
دورورو (باليابانية: どろろ، بالروماجي: Dororo) مسلسل أنمي ياباني تلفزيوني بدأ عرضه في 6 أبريل 1969 واستمر حتى 28 سبتمبر 1969، على تلفزيون فوجي، وهو من إنتاج استديو موشي برودكشن.

## القصة
تدور أحداث القصة عن فتى يتيم يدعى دورورو وهياكيمارو، خلال فترة سينغوكو، ولد هياكيمارو بشكل مشوه، وبدون ملامح الوجه أو الأعضاء الداخلية. كان هذا بسبب لوالده الذي لإبرام اتفاق مع 48 من الشياطين المختومة (12 في أنمي) حتى يتمكن من حكم الأرض وزيادة ثروتها وازدهارها. في المقابل وعد الشياطين بأي شيء يريدونه. هذا مكنهم من التجوال الحر وارتكاب الفظائع في كل مكان، ومع قتل أحد الشياطين يكتسب احد الاعضاء/الحواس التي فقدها.

## وصلات خارجية
دورورو على موقع ANN manga (الإنجليزية)